# Voeren
Voeren (fr. Fourons, niem. Vuren, lim. Voere, wa. Foron) – gmina (gemeente) w Belgii, w Regionie Flamandzkim, w prowincji Limburgia, w okręgu Tongeren. 1 stycznia 2024 roku liczyła 4406 mieszkańców. Jest eksklawą prowincji, a do 31 sierpnia 1963 r. należała do prowincji Liège.

## Podział administracyjny
W skład gminy wchodzi sześć dzielnic (deelgemeente):
- ’s-Gravenvoeren (Fouron-le-Comte)
- Moelingen (Mouland)
- Remersdaal (Rémersdael / Reemersthal)
- Sint-Martens-Voeren (Fouron-Saint-Martin)
- Sint-Pieters-Voeren (Fouron-Saint-Pierre)
- Teuven

## Historia
Obecna gmina została utworzona w wyniku reformy 1 stycznia 1977. Około 25% populacji składa się z cudzoziemców, z których większość ma obywatelstwo niderlandzkie.
W 1839 roku Księstwo Limburgii zostało podzielone między Królestwo Holandii i Królestwo Belgii, przez co gmina Voeren została odcięta od Limburgii i przyłączona do walońskiej prowincji Liège. Podczas spisu w 1932 roku, uznano limburski za dialekt holenderskiego, w związku z tym 81% ludności uznano za Flamandów i przyłączono jako eksklawę do Limburgii. W 1947 roku powtórzono badania a wyniki ogłoszono w 1954. Okazało się, że 43% mieszkańców Voeren mówi po flamandzku, a 57% po francusku. Mimo to Voeren uznano za region flamandzkojęzyczny ze specjalnymi prawami dla Walonów.

## Demografia
- Źródła:NIS, :od 1806 do 1981= według spisu; od 1990 liczba ludności w dniu 1 stycznia

1 stycznia 2024 całkowita populacja Voeren liczyła 4406 osób. Łączna powierzchnia gminy wynosi 50,61 km², co daje gęstość zaludnienia 87 mieszkańców na km².

## Współpraca
Miejscowość partnerska:
- Courrendlin, Szwajcaria
- Nijlen, Antwerpia